# Cristóbal de Peralta
Cristóbal de Peralta, (Baeza, España, ?-Arequipa, Perú, ?) militar español. Participó en la conquista del Perú y fue uno de los Trece de la fama, es decir, uno de los trece soldados españoles que no quisieron abandonar a Francisco Pizarro en la isla del Gallo.

## Biografía
Pasó a América en fecha y circunstancias desconocidas. Lo único que se sabe con certeza es que hacia 1524 se hallaba en Panamá. Su actuación en la empresa conquistadora se conoce a partir del primer viaje de Francisco Pizarro, que desde Panamá partió a explorar el entonces llamado Mar del Sur (1524). También participó en el segundo viaje de Pizarro, siendo mencionado entre los españoles que incursionaron en el pueblo de las Barbacoas. En esa ocasión fue uno de los que subieron a las copas de los árboles, donde los indios tenían sus chozas y sus depósitos de maíz (1526). 
Posteriormente, estuvo en la Isla del Gallo, cuando el caballero Juan Tafur, por orden del gobernador de Panamá, vino para recoger a los expedicionarios, atendiendo una carta de uno de ellos que se quejaba de las penalidades que demandaba la empresa descubridora. Solo trece soldados se negaron a abandonar a Pizarro, siendo uno de los principales Peralta. Todos ellos fueron conocidos desde entonces como los Trece de la Fama (1527). 
Pizarro y los Trece de la Fama, en busca de un ambiente más favorable, se trasladaron a la vecina isla de Gorgona, donde enfermaron Peralta, Gonzalo Martín de Trujillo y Martín de Paz. Cuando llegó la nave pilotada por Bartolomé Ruiz en rescate de los aventureros, Pizarro decidió continuar su exploración costera hacia el sur, dejando en la Gorgona a los tres enfermos, bajo el cuidado de unos indios e indias de servicio llegados en el barco desde Panamá. De regreso de sus exploraciones, Pizarro recogió a Peralta y a Paz ya recuperados, (Gonzalo había fallecido), con los que regresó a Panamá.
En Panamá, Peralta declaró como testigo en la probanza de Pedro de Candía, otro de los Trece de la Fama que buscaba reconocimientos de la corte (25 de agosto de 1528). Luego pasó junto con Pizarro a España. Según lo estipulado en la Capitulación de Toledo, se le confirió el cargo de regidor de la ciudad que debía fundarse en Tumbes (esta fundación no se haría efectiva y más tarde Peralta fue nombrado regidor de Lima, sin duda como compensación). Dicha Capitulación otorgó también el título de Caballero de Espuela Dorada, a cada uno de los Trece de la Fama que ya eran hidalgos (a los que no lo eran se les concedió la hidalguía, que solo era válida en las Indias, mas no en España). Probablemente, Peralta, que era hidalgo, logró hacer validar dicho título, no habiéndose hallado el documento que lo confirme.
Se supone que Peralta debió participar en el tercer viaje de Pizarro y en la fundación de San Miguel de Piura, donde quedaría integrando su guarnición. No debió participar, por ende, en la marcha a Cajamarca y en la captura de Atahualpa. 
Lo único que sabemos con certeza es que, el 22 de enero de 1535, Pizarro lo nombró regidor perpetuo de la recién fundada Ciudad de los Reyes (Lima), cargo que tomó posesión el 19 de marzo. Sin embargo, se sabe que solo asistió a la sesiones del ayuntamiento hasta el 3 de abril del mismo año. A partir de entonces no existen más datos sobre su trayectoria.
Desconocemos la fecha y las circunstancias de su muerte (que debió ocurrir antes de 1542). Solo de manera indirecta sabemos que al ocurrir su deceso se hallaba en Arequipa y que dejó una viuda de nombre Leonor.